# 애슐리 매디슨

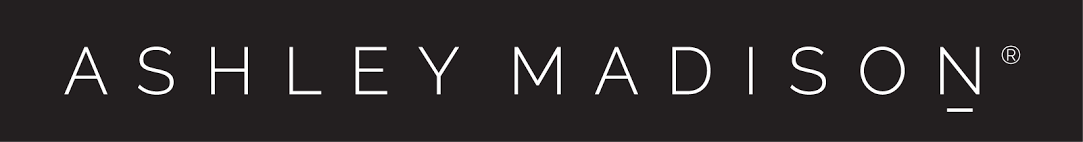

애슐리 매디슨(영어: Ashley Madison)은 기혼자를 대상으로 한 온라인 데이트사이트다. 대한민국 정부는 애슐리 매디슨이 회원 가입때 성행위 의사를 묻는 것을 근거로 간통죄를 방조할 목적이 있는 것으로 판정하여 접속을 금지하고 있다. 그러나 헌법재판소의 결정으로 간통죄가 폐지되면서 애슐리 매디슨에서는 새 한국어 서비스를 개시한 상태다.

## 멤버십
| 대륙       | 나라 |
| ---------- | --- |
| 북아메리카 | 캐나다, 미국, 멕시코 |
| 유럽       | 영국, 아일랜드, 독일, 오스트리아, 스위스, 스페인, 덴마크, 이탈리아, 네덜란드, 프랑스, 벨기에, 포르투갈, 그리스, 스웨덴, 핀란드, 노르웨이 |
| 오세아니아 | 오스트레일리아, 뉴질랜드 |
| 아프리카   | 남아프리카공화국 |
| 아시아     | 홍콩, 이스라엘, 일본, 필리핀, 대만, 대한민국                                                                                             |